# Мотронинское городище
Мотронинское городище — одно из крупнейших городищ раннескифского времени. Располагалось на краю большого лесного массива в урочище Холодный Яр близ села Мельники Черкасского района Черкасской области Украины. Возникло в середине VII века до н. э. Наибольшее развитие получило во второй половине V века до н. э.

## Предыстория
В XI—IX вв. до н. э. в лесостепной части Приднепровья была распространена белогрудовская культура, которая постепенно эволюционировала в чернолесскую культуру. В IX—VIII вв. до н. э. здесь сформировался наиболее крупный в приднепровской лесостепи центр племён чернолесской культуры с развитым бронзолитейным делом и цепочкой городищ, которые тянулись вдоль днепровской террасы от района Смелы до Чёрного Леса в верховьях Ингульца. Предполагается, что эти небольшие оборонительные сооружения возводились для защиты от киммерийцев.

## История
Начиная с середины VIII века до н. э. в регион начинает проникать раннескифская материальная культура, что связывают со скифским завоеванием. В бассейне реки Тясмин поселились невры или гелоны (С. С. Бессонова), либо другое большое племя, название которого не сохранилось. В археологии эта культура известна как «культура правобережно-ворсклинского типа». Около середины VII в. до н. э. жизнь на жаботинских поселениях затухает, но полностью не прекращается. Отдельные городища существуют вплоть до V в. до н. э.
Начиная с середины VII в. до н. э. основываются городища раннескифского времени. Все городища имеют сложную систему укреплений, часто включают в себя несколько рядов валов; внутри укреплений находился источник воды. Оборонительные сооружения всех известных городищ не были абсолютно замкнутыми — реки, ручьи и овраги создавали естественные разрывы.
Мотронинское городище основывается в середине VII в. до н. э., для него выбирается высокое плоскогорье в очень глухом месте в центре Холодного Яра. Именно в скифский период (конец VII—V в. до н. э.) территория поселения была наиболее плотно заселена.
Большое Мотронинское городище было центром объединения, которое можно считать протокняжеством — так называемым сложным вождеством, объединением, близко подошедшем к раннеклассовым обществам. Вопрос об этнической принадлежности строителей городищ остаётся открытым: это либо местное население чернолесской культуры (М. И. Артамонов, А. И. Тереножкин, Б. А. Шрамко), либо симбиоз с культурой скифских завоевателей (В. Ю. Мурзин, и Р. Ролле, С. А. Скорый).
- Согласно версии «чернолесской культуры», скифы лишь совершали грабительские набеги в регион, что способствовало консолидации местного населения.
- Согласно версии «симбиоза», скифы из Передней Азии покорили местное население. На территории Днепровского лесостепного Правобережья образовалось скотоводческо-земледельческое политическое объединение, во главе которого стала скифская военно-кочевая знать. Скифы лесостепного Правобережья Днепра, в конце концов, противопоставили себя остальным кочевым скифам. В связи с этим наблюдается интенсивное сооружение городищ — оборонной линии.

Пока неизвестна история городища начиная с IV века до н. э. В этот период в скифском государстве происходило объединение под начало одного царя Атея. Он ликвидировал триумвират потомков Колаксая. Возможно в Приднепровье происходили военные действия, и жители покинули городище. Также в начале IV в. до н. э. геты изгнали агафирсов из лесостепи между Прутом и Днестром, возможно мы просто не знаем об их вторжении в Приднепровье. Либо это могли быть балто-славянские племена поморской культуры, пришедшие с запада. Но есть и мирный вариант событий: для развития металлургического производства в Каменском, Атей мог переселить часть жителей Мотронинского городища.
В какой-то мере территория поселения использовалась в III—IV вв. н. э. представителями черняховской культуры, в VI—VII вв. н. э. представителями пеньковской культуры раннеславянского периода.
В 1568 году в восточной части городища основывается скит, где впоследствии в 1620 году образовался Мотронинский монастырь.

## Описание

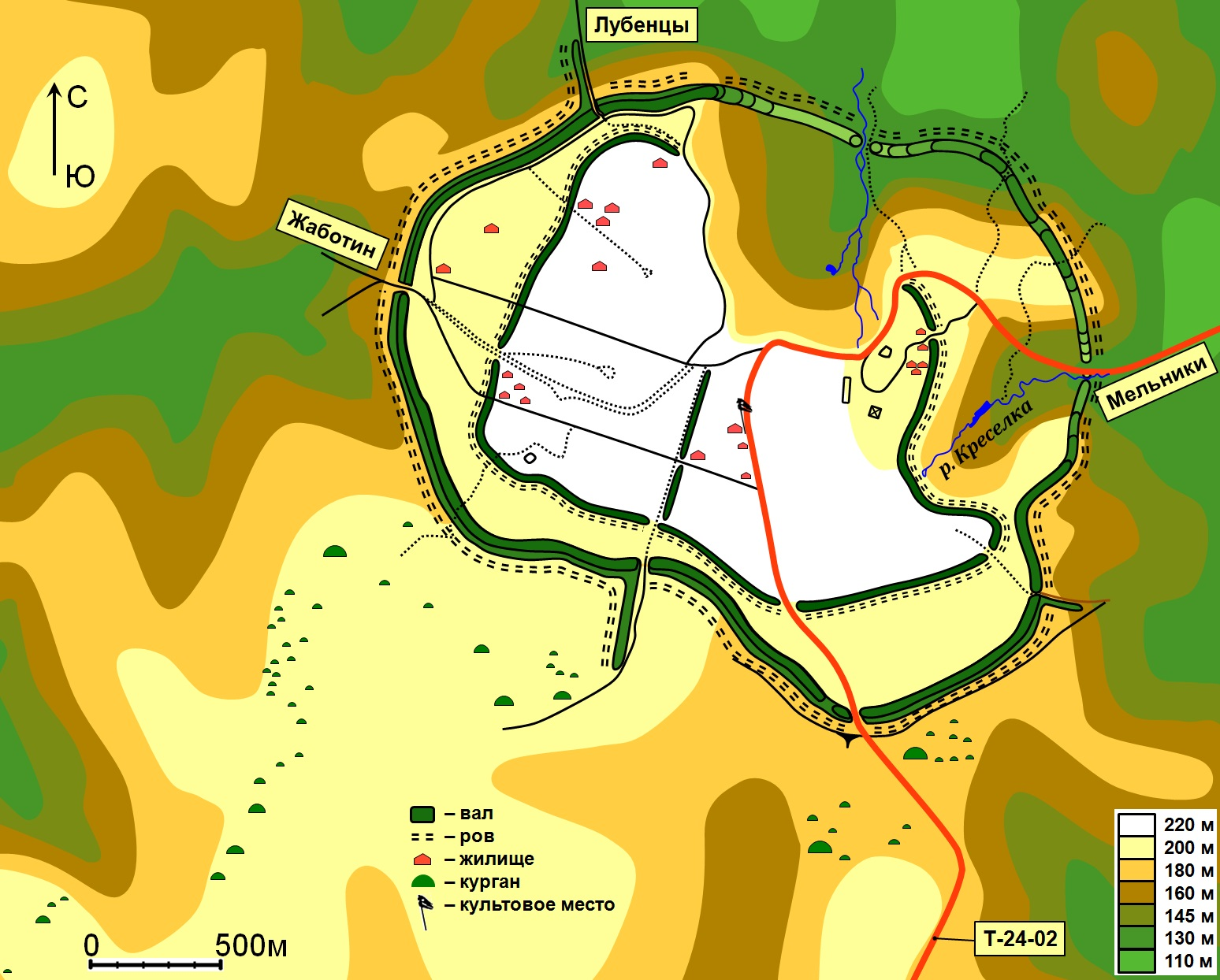
Топография Мотронинского городища

Площадь городища около 200 га. Городище имеет форму неправильного овала и состоит из двух линий укреплений: внешней и внутренней.
- Внешнее укрепление. Городище окружено оборонительным валом и рвом. Максимальная высота вала 10,5 м, ширина — до 25 м. Глубина рва до 6 м, ширина — до 15 м. На валу стоял частокол 2,5 м высоты, подкреплённый со стороны городища контрфорсом треугольной формы. Высота контрфорса 1 м, ширина у основания 2 м. Контрфорс был полностью скрыт под землёй. Вершина вала была выложена горизонтальными дубовыми бревнами (6,5 м со стороны городища и 3 м со стороны рва). Вал прерывался в 5-и местах: тремя въездами и двумя руслами небольших речек, берущих начало внутри городища. С трёх сторон перпендикулярно к оборонительному валу располагаются отрезки вала различной длины. Они примыкают ко входам в городище и фланкируют подход к воротам[2].

Существовало три строительных периода внешних укреплений:
I период: середина — вторая половина VII в. до н. э. Дата начала сооружения внешней фортификации по данным радиоуглеродного анализа относится к 650—640 гг. до н. э. 

II период: конец VII — первая половина VI в. до н. э.

III период: конец VI — начало V в. до н. э.
- Внутреннее укрепление. Внутреннее укрепление городища состояло из двух отдельных поселений, примерно равных по площади и разделенных валом с севера на юг. Суммарная площадь около 70 га. Расположено на плоскогорье диаметром около 3 км, высота над уровнем моря 224 м.

Внутренний вал городища охватывает плоскогорье и в ряде мест проходит по краю глубоких оврагов. Ширина вала у основания 12 м, высота — 4 м, максимальная ширина рва 12 м, глубина — 5,4 м. Ров выложен дикарным камнем.
Центральный зольник был в центре внутреннего укрепления, на наиболее высоком участке городища. Использовался для отправления общественных культов. К зольнику относится котлован площадью 28 м2 с остатками ритуальных жертвоприношений, кострищ, черепов животных.
Население Мотронинского городища в период расцвета превышало 5 тыс. человек (Б. А. Шрамко, 1984, с. 218—230). Жилища Мотронинского городища (всего их обнаружено около 30) принадлежали к так называемой центральноевразийской традиции домостроения. Обнаружены постройки площадью 9-12 м2 каркасно-столбового типа, заглублённые в грунт. Дома в плане близкие к кругу или овалу. Стены, обмазанные глиной, были земляные или из какого-то легкого органического материала. В центре помещения столб для поддержания конической кровли. Имелись и наземные жилища, лишь слегка заглубленные в грунт (меньше метра), прямоугольной формы. Очаги, на которых готовили еду, располагались за пределами жилища, внутри ставились только небольшие очаги для обогрева.
В юго-восточной части городища располагался ремесленный центр. Кузнечное дело в бассейне Тясмина было поставлено на достаточно высоком уровне ещё в предскифское время. Кузнецы из Мотронинского городища получали сырьё из Донбасса и Кривого Рога. В городище производились изделия из железа и бронзы, также имелось гончарное производство.
Имеются большие территории свободные от застройки, вероятно, предназначенные для кибиток и юрт кочевников. На застроенных участках обитало местное население, поставляющее кочевникам продукты питания и ремесленные изделия. Территорию городища населяли земледельцы и скотоводы, объединённые в состав нескольких территориальных общин во главе с военной аристократией. Определённый слой составляли ремесленники и торговцы.
Поскольку вокруг городища было не слишком много пригодных для земледелия земель, здесь преобладало скотоводство. Скотоводство, вероятно, было придомно-отгонным. Зимой скот, за исключением молодняка, содержали на открытом воздухе или в укрытиях, сооружённых в балках или в лесу. По найденным костям животным можно сделать вывод о составе домашнего скота: Крупный рогатый скот — 27,1 %, Мелкий рогатый скот — 27,3 %, Лошади — 21,1 %, Свиньи — 18,4 %.
Тремя группами вокруг городища расположены курганные могильники из 80 насыпей.
Городище пересекает дорога T-24-02: входит с восточной стороны, со стороны села Мельники, и уходит на юг. От неё ответвляется к западу проселочная дорога в село Жаботин. Эти дороги, вероятно, совпадают с направлениями древних дорог, ведших к выездам из городища. Также существует древний выезд на село Лубенцы в северной части городища.

## Исследование
Городище исследовали А. А. Бобринский, В. В. Хвойка, Е. Ф. Покровская, М. И. Вязмитина, А. И. Тереножкин, В. А. Ильинская, экспедиции Института археологии НАН Украины (С. С. Бессонова, С. А. Скорый), совместная украинско-польская экспедиция Института археологии НАН Украины и Национального историко-культурного заповедника «Чигирин» (С. А. Скорый, Я. Хохоровски).